# Ярославский, Емельян Михайлович
Емелья́н Миха́йлович Яросла́вский (при рождении Мине́й Изра́илевич Губельма́н; 19 февраля [3 марта] 1878, Чита, Забайкальская область, Российская империя — 4 декабря 1943, Москва) — российский революционер, советский партийный и государственный деятель, идеолог и руководитель антирелигиозной политики в СССР, один из главнейших идеологов сталинизма. Партийные клички: Емельян, Емельян Емельянович, Емельян Иванович, Емельянов, Ильян, Верин, Клавдин, Панин, Лапин, Красильников, Марианна, Сибиряк, Социалист, Читинец.
Председатель Общества старых большевиков, «Союза воинствующих безбожников» и Антирелигиозной комиссии при ЦК РКП(б) — ЦК ВКП(б). Академик АН СССР (28.01.1939). Лауреат Сталинской премии первой степени (1943). Член Центрального Комитета ВКП(б).

## Биография
Родился в семье ссыльнопоселенцев. Еврей. Получил начальное образование и в 9 лет поступил учеником в переплётную мастерскую, проработал в ней три года. В 1892 году закончил в Чите городское 3-классное училище. По окончании его сдал экстерном экзамен за четыре класса гимназии, и больше нигде не учился.
В 1898 году вступил в РСДРП, организовал социал-демократический кружок на Забайкальской железной дороге.
В 1901 году — за границей, корреспондент «Искры».
В 1902 году, будучи членом Читинского комитета РСДРП, арестован за составление и распространение революционных листовок. Освобожден под надзор полиции.
С 1903 года на нелегальном положении, член Петербургского комитета РСДРП. Стал одним из руководителей Боевого центра РСДРП. Боевой центр создал хорошо вооружённые формирования, занимавшиеся так называемыми экспроприациями — грабежами банков и частных лиц, средства от которых направлялись, в том числе, на партийные нужды.
Организатор стачки текстильщиков в Ярославле (отсюда псевдоним Ярославский).
Ярославский был участником Революции 1905—1907 годов. Невеста Ярославского, тоже революционерка Ольга Михайловна Генкина (1882—1905), была убита черносотенцами при попытке провоза партии оружия для революционеров. Ярославский вёл партийную работу также в Екатеринославе и Петербурге (редактор газеты «Казарма»); участвовал в 1-й конференции военных и боевых организаций РСДРП в Таммерфорсе, был членом Московского комитета РСДРП и военной организации большевиков, делегатом 4-го и 5-го съездов РСДРП.
В 1907 году он был арестован, и через полтора года его судили. По делу типографии газеты «Рабочий» он был оправдан, но по делу военно-боевой организации был приговорен военно-окружным судом к 7 годам каторжных работ, замененных по кассации приговора 5-ю годами. Каторгу он отбывал сначала в петербургской пересыльной тюрьме (2 года), потом в Бутырской тюрьме, а с 1912 — в Горном Зерентуе (Нерчинская каторга), и затем до 1917 года находился в Якутской области на поселении.
В 1915—1917 годах был заведующим в Якутском краеведческом музее.
После Февральской революции 1917 года стал членом Якутского комитета общественной безопасности, затем в мае возглавил Якутский совдеп. С июля 1917 работал в Московской военной организации Московского комитета РСДРП(б).
Делегат 6-го съезда РСДРП(б).
В дни Октябрьской революции Ярославский — член Московского партийного центра по руководству вооружённым восстанием («партийной пятёрки»), член Военно-революционного комитета, первый комиссар Кремля, бежал из Кремля во время восстания юнкеров.
Ярославский был одним из редакторов московских газет «Социал-демократ» и «Деревенская правда». В 1918 примыкал к группе «левых коммунистов» по вопросу о Брестском мире.
В 1918—1919 годах Ярославский — уполномоченный ЦК РКП(б) по проведению мобилизации в Красную армию, комиссар Московского военного округа.
В 1919—1921 годах — кандидат в члены ЦК ВКП(б).
В 1919—1922 годах — секретарь Пермского губкома, член Сибирского областного бюро ЦК РКП(б). В 1921—1923 годах — член ЦК РКП(б). В 1921 году — секретарь ЦК и член Оргбюро ЦК РКП(б). В 1921 году был государственным обвинителем на процессе Романа Унгерна. Один из инициаторов создания журнала «Сибирские огни».
Ярославский был старостой Общества бывших политкаторжан, а с 1931 года — председатель Общества старых большевиков и Общества бывших политкаторжан и ссыльнопоселенцев (1929—1935). Был членом редколлегии «Правды», журналов «Большевик» и «Историк-марксист», газеты «Безбожник», редактором «Исторического журнала».
В 1923—1934 годах — член Центральной контрольной комиссии (в 1923—1934 годах член Президиума, в 1923—1926 член Секретариата, в 1924—1934 секретарь Партколлегии Центральной контрольной комиссии). Кандидат в члены Исполкома Коминтерна (1928).
В 1934—1939 — член Комиссии партийного контроля при ЦК ВКП(б).
C 1939 года до смерти — член ЦК ВКП(б).
С 28 января 1939 года — академик АН СССР по специализации: история. Руководил кафедрой истории ВКП(б) в Высшей партийной школе при ЦК ВКП(б) и лекторской группой ЦК.
Ярославский был членом ЦИК СССР, депутатом Верховного Совета СССР.
С начала 1930-х Ярославский — активный сторонник Сталина.
На XVII съезде ВКП(б) заявил: «Товарищ Сталин был наиболее зорким, наиболее далеко видел, наиболее неуклонно вёл партию по правильному, ленинскому пути».
В 1939 году написал книгу «О товарище Сталине». Одну из глав книги Ярославский назвал «Вождь народов». Главная её идея: «Рядом с Лениным, начиная с конца 1890-х годов, и всегда вместе с Лениным, всегда по одной дороге, никогда не сворачивая с этого пути, идёт товарищ Сталин…». В этой книге-панегирике Ярославский несколько раз подчёркивает «беспощадность Сталина к врагам».
Был автором большого числа других публикаций по истории Коммунистической партии и революции.
В годы Великой Отечественной войны статьи и речи Ярославского призывали бойцов Красной Армии и всех советских людей к стойкости и мужеству, полному разгрому врага. С. Л. Фирсов отмечает, что Ярославский «вынужден был по воле Сталина в первые месяцы войны написать статью „Почему религиозные люди против Гитлера“, тональность которой кардинально отличалась от тональности всех его антирелигиозных статей, написанных до того».
Умер 4 декабря 1943 года в Москве от рака желудка. После смерти был кремирован, прах помещён в урне в Кремлёвскую стену на Красной площади. В 1953 году, во время дела врачей, некоторым врачам было предъявлено обвинение в преступной халатности, которая выражалась в «запоздалом диагностировании» рака желудка у Ярославского.

### Безбожник
Н. С. Хрущёв вспоминал, что в ВКП(б) Ярославского называли «советским попом», так как в 1920—1930-х годах он являлся главным авторитетом партии по «церковному вопросу», был одним из главных инициаторов и руководителей антирелигиозной политики советского руководства. Многократно переиздававшаяся книга Ярославского «Библия для верующих и неверующих» обосновывала положение о том, что содержание Библии свидетельствует о полном отсутствии в ней чего-либо священного, ибо она представляет собой собрание различных мифов, сказаний, преданий древних народов, а также сочинений древних писателей.
С 1925 года Ярославский — председатель Центрального совета Союза воинствующих безбожников (1925—1943). В 1923 году вышла его книга «О религии».
Ярославскому принадлежит ставшая знаменитой в СССР максима: «Борьба против религии — борьба за социализм». Был редактором журналов «Безбожник», «Безбожный крокодил», под его руководством издавалось множество антирелигиозных брошюр, плакатов и открыток.
Журнал «Безбожник» печатал статьи большевистских лидеров, дававшие ориентиры для деятельности местных партийных и советских структур, такие как «…выселение богов из храмов и перевод в подвалы, злостных — в концлагеря» (из статьи Николая Бухарина).
В конце 1920-х годов Ярославский выступал за запрет на исполнение церковной музыки, в том числе Петра Чайковского, Сергея Рахманинова, Моцарта, Баха, Генделя и других композиторов. «В данный момент, — писал Ярославский, — церковная музыка, хоть бы и в лучших её произведениях, имеет актуально-реакционное значение».
Главный вдохновитель кампании против рождественских ёлок и инициатор отмены рождественского выходного и гонений на новогодние ёлки в СССР в 1929—1935 гг. в рамках антирелигиозной кампании.

…одним из убежищ, одним из прикрытий для крестьянина, который не хочет в колхоз… остаётся религиозная организация с гигантским аппаратом, полторамиллионным активом попов, раввинов, мулл, благовестников, проповедников всякого рода, монахов и монашек, шаманов и колдунов и т. п. В активе этом состоит вся махровая контрреволюция, ещё не попавшая в Соловки, ещё притаившаяся в складках огромного тела СССР, паразитирующая на этом теле.
В частности, Ярославский говорил: «Религия там, где нет знания, религия против науки».
Книги Ярославского «Как родятся, живут и умирают боги и богини» (1923) и «Библия для верующих и неверующих» (1923—1925) сыграли значительную роль в атеистическом просвещении трудящихся. Они неоднократно издавались и были переведены в зарубежных странах

## Семья
Жена — Кирсанова, Клавдия Ивановна (1888—1947), профессиональный революционер, член РСДРП с 1904 года. Была помощником Я. М. Свердлова в Перми в 1906 году.
Дочь — Ярославская (Губельман) Марианна (1915—2003) — скульптор. Была женой кинооператора Романа Кармена (1906—1978), затем женой полпреда СССР в Испании Марселя Розенберга (1896—1938). Внук — Роман Кармен (1933—2013), режиссёр, оператор.
Сыновья — Ярославский Владимир (5.10.1922—9.01.1947), лётчик-истребитель, участник Великой Отечественной войны, Ярославский Фрунзе (1924—1983), лётчик-истребитель, участник Великой Отечественной войны. Генерал-майор авиации. Внук — Ярославский Александр Фрунзевич (1949—1979), военный корреспондент.
Воспитанница — Л. А. Карастоянова, с 1927 по 1938 годы воспитывалась в семье Ярославских, позднее известная журналистка и участник Великой Отечественной войны.
Брат — Моисей Израилевич Губельман (1883/1884—1968) .

## Награды и премии
- Орден Ленина (17 февраля 1938) — в связи с 60-летием и принимая во внимание его революционные заслуги перед рабочим классом и крестьянством
- Сталинская премия I степени (22 марта 1943) — за научный труд «История гражданской войны в СССР» Т. 2, опубликованный в 1942 году

## Память
Именем Ярославского были названы улицы в ряде городов. Например, в Ярославле его имя в 1944—1993 годах носила Большая Фёдоровская улица, на которой стоит церковь Николы Пенского (до перестройки — единственная действовавшая в старой части города), служившая кафедральным собором Ярославской епархии. Ныне именем Емельяна Ярославского в Ярославле назван тупик.
- В городе Ленинске-Кузнецком имя Ярославского носил один из городских дворцов культуры.
- В Якутске его имя носит Якутский государственный объединённый музей истории и культуры народов Севера. Там же находится единственный памятник Ярославскому авторства его дочери.
- В Чите, Новосибирске, Иркутске, Нерчинске, Якутске, Саранске, Перми и Туле и других городах имя Ярославского носят улицы. Улица Ярославского есть в Пашковском микрорайоне Краснодара — квартал улицы, на котором находится Свято-Вознесенский храм, носит название «улица Церковная».
- Посёлок Ярославский в Хорольском районе Приморского края.
- Именем Ярославского назван теплоход типа «ОМ», работающий в Якутии[19][20].
- Именем Ярославского в 1974 году был назван теплоход Дальневосточного морского пароходства.
- В 1932—2023 годах Площадь Искусств в Челябинске носила имя Ярославского[21][22].
- На самой высокой горе Хабаровского края «Берилл»[23], туристами с Днепропетровска, в 1978 году установлена металлическая стелла о восхождении в честь 100 летия со дня рождения Е. М. Ярославского.

## Сочинения
- Отчего нет товаров в деревне, хлеба в городах. М.: Волна, 1917.
- Н. Г. Чернышевский. М., 1919.
- Как родятся, живут и умирают боги и богини, — М., Красная новь, 1923
  - Как родятся, живут и умирают боги. М.: Воениздат, 1941
- Библия для верующих и неверующих. Ч. 1—5. — М., 1923—1925.
  - Библия для верующих и неверующих. М.: ГАИЗ, 1933., 420 с., 25 000 экз.
  - Библия для верующих и неверующих. М.: ГАИЗ, 1934., 420 с., 30 200 экз.
  - Библия для верующих и неверующих. М.: ГАИЗ, 1936., 420 с., 20 200 экз.
  - Библия для верующих и неверующих. М.: Антирелигиозное изд-во. — 1937. — 406 с., 25 200 экз.
  - Библия для верующих и неверующих. М.: Гаиз, 1938. — 388 с., 20 000 экз.
  - Библия для верующих и неверующих / Ярославский Емельян Михайлович. — М.: Госполитиздат. — 1958. — 408 с.
  - Библия для верующих и неверующих / Ярославский Емельян Михайлович. — М.: Госполитиздат. — 1959. — 408 с., 150 000 экз.
  - Библия для верующих и неверующих. М.: Госполитиздат. — 1962. — 408 с., 850 000 экз.
  - Библия для верующих и неверующих. М.: Политиздат. — 1965. — 430 с., 135 000 экз.
  - Библия для верующих и неверующих / Предисл. М. И. Шахновича. — Л.: Лениздат. — 1975. — 399 с., 200 000 экз.
  - Библия для верующих и неверующих / Емельян Ярославский; [Общ. ред., вступит. статья и примеч. д-ра ист. наук М. М. Шейнмана]. М.: Политиздат. — 1977. — 375 с.: ил., 300 000 экз.
- О партэтике. Доклад на II пленуме ЦКК РКП(б) 5 октября 1924 г. — Л., 1925
- Агитационно-пропагандистская работа Р. К. П. (между XI-м и XII-м съездами). М.: Красная новь, 1923.
- Что такое «Рабочая Правда». — Харьков: Пролетарий, 1924. — 29 с., 3 000 экз.
- Вождь рабочих и крестьян. Л.: ГИЗ, 1924 — 92 с.
- Жизнь и работа В. И. Ленина. М.: ГИЗ, 1924 — 296 с.
- Жизнь и работа В. И. Ленина. Л.: ГИЗ, 1924 — 360 с.
- Жизнь и работа В. И. Ленина. — М.—Л.: ГИЗ, 1925 — 356 с.
- Как вести антирелигиозную пропаганду. М.: Безбожник, 1925
- Новая оппозиция и троцкизм. Л.: Прибой, 1926. — 160 с.
- Мораль и быт пролетариата в переходный период, 1926
- Вооружённое восстание в декабре 1905 г. в Москве. М., 1926.
- Завершённый круг. Л.: Прибой, 1926
- Партия большевиков в 1917 г. М.—Л.: ГИЗ, 1927. — 108 с., 65 000 + 30 000 экз.
- «Рабочая оппозиция». «Рабочая группа». «Рабочая Правда». М.—Л.: Молодая гвардия, 1927. 80 с., 10 000 экз.; 2-е изд. М.—Л.: Молодая гвардия, 1927. — 80 с., 5 000 экз.
- Против оппозиции. Сборник статей. — М.—Л.: ГИЗ, 1928.
- Об итогах VI конгресса Коминтерна. Харьков: Пролетарий, 1928. — 53 с. 20 000 экз.
- 5 лет по пути Ленина. М.: ГИЗ, 1929
- За последней чертой. Троцкистская оппозиция после XV съезда. М.—Л.: ГИЗ, 1930 — 196 с.
- Краткая история ВКП(б). М.—Л.: ГИЗ, 1930
- Третья сила. Статьи 1917—1931 гг., направленные против эсеровской и меньшевистской партий. — М.: Партиздат, 1932.
- Против религии и церкви. Т. 5: Библия для верующих и неверующих / Ярославский Ем. — М.: ГАИЗ. — 1933. — 420 с.
- Тридцатилетие ВКП(б) и наши задачи / Ярославский Ем. — М.: Партиздат, 1933.
- Карл Маркс и революционное народничество. — М., 1933
- Против религии и церкви. В 4 т. — М., 1935.
- Биография Ленина. — М.: Партиздат, 1934. — 128 с.
- Международное значение Октябрьской революции. — М., 1934
- Чего требует партия от коммуниста. — М.: Партиздат, 1935
- Сталинская конституция и вопрос о религии. — М., 1936.
- Антирелигиозная пропаганда и профсоюзы. — М.: Профиздат, 1937.
- Очерки по истории ВКП(б). 3-е изд. Ч. 1. — М., 1937.
- Атеизм Пушкина. —М.: Гаиз, 1937.
- О религиозных пережитках и задачах антирелигиозной пропаганды и агитации. — М.: Гаиз, 1937.
- К 35-летию II съезда РСДРП. М., 1938
- Биография В. И. Ленина. — М.—Л.: Госполитиздат, 1938, 184 с.
- О роли интеллигенции в СССР. —М.: Госполитиздат, 1939.
- О товарище Сталине. — М.: Госполитиздат, 1939.
- Анархизм в России. — М.: Госполитиздат, 1939. — 116 с., 100 000 экз.
- Биография В. И. Ленина. — М.: Госполитиздат, 1940, 216 с.
- Борьба славянских народов против германского фашизма. — М.: Военмориздат, 1941.
- Биография В. И. Ленина. — М.—Л.: изд. АН СССР, 1942.
- В руках Красной Армии судьба нашей Родины. Роль и задачи агитаторов в Красной Армии. (Статьи из газет «Советская Сибирь» и «Красная звезда»). — Новосибирск: Новосибизд. 1942.
- Великая Отечественная война советского народа против гитлеровской Германии. (Статьи из газет и журналов). — М.: Госполитиздат, 1942.
- За боевую, доходчивую, правдивую агитацию. — Пенза: Газета «Сталинское знамя», 1942.
- Советы агитаторам. — М.: Госполитиздат, 1942.
- Тридцать лет большевистской «Правды». — М.: Гос. изд-во политической лит-ры, 1942.
- Фашисты хотят восстановить на Советской земле крепостное право. — М.: Молодая гвардия, 1942.
- Двадцать пять лет советской власти. М.: Госполитиздат, 1942
- О религии. — М.: Госполитиздат, 1957, 1958.